# Tour du Salvador féminin
Cet article concerne la course féminine. Pour la course masculine, voir Tour du Salvador.
Le Tour du Salvador féminin (officiellement Vuelta Ciclista Femenina a el Salvador) est une course cycliste féminine par étapes disputée au Salvador. Créé en 2004, il fait partie du calendrier de l'Union cycliste internationale en catégorie 2.1. 
La course par étapes a lieu pour la première fois en tant que course nationale en 2004 et, à partir de 2005, elle fait partie du calendrier des courses UCI. De 2005 à 2008, la course est classée en catégorie 2.2. Après une interruption de trois ans, elle revient en catégorie 2.1 à partir de 2012. Elle est de nouveau arrêtée après la saison 2014.
Lors de la saison 2024, la course est relancée après une interruption de neuf ans et reclassée en catégorie 2.1.

## Palmarès
| Année                 | Vainqueur          | Deuxième             | Troisième           |
| --------------------- | ------------------ | -------------------- | ------------------- |
| 2004                  | Evelyn García      | Tanja Schmidt-Hennes | Sigrid Corneo       |
| 2005                  | Edita Pučinskaitė  | Evelyn García        | Sigrid Corneo       |
| 2006                  | Aimee Vasse        | Marta Vilajosana     | Grace Fleury        |
| 2007                  | Evelyn García      | Tatiana Stiajkina    | Jeannie Longo       |
| 2008                  | Tatiana Stiajkina  | Marianne Vos         | María Isabel Moreno |
| 2009-2011 non-disputé |                    |                      |                     |
| 2012                  | Clemilda Fernandes | Tatiana Guderzo      | Evelyn García       |
| 2013                  | Noemi Cantele      | Alena Amialiusik     | Serika Gulumá       |
| 2014                  | Mara Abbott        | Alena Amialiusik     | Olga Zabelinskaïa   |
| 2015-2023 non-disputé |                    |                      |                     |
| 2024                  | Elena Hartmann     | Tamara Dronova       | Ántri Christofórou  |
| 2025                  | Elena Hartmann     | Usoa Ostolaza        | Yanina Kuskova      |